# Caio Veleio Patérculo
Caio Veleio Patérculo (em latim: Gaius Velleius Paterculus) foi um senador romano nomeado cônsul sufecto para o período entre julho a outubro de 60 com Marco Manílio Vopisco. Provavelmente era filho ou neto do historiador Veleio Patérculo e irmão mais velho de Lúcio Veleio Patérculo, cônsul sufecto em 61.

## Carreira
Em algum momento depois de 39 (provavelmente depois de 45) aparece como legado da Legio III Augusta numa inscrição na Numídia. Depois disto, só se sabe que foi cônsul sufecto em 60, posto atestado numa inscrição encontrada em Herculano.
Sêneca menciona que um cometa apareceu durante seu consulado e que pode ser o mesmo citado por Tácito para o ano de 60: "Durante o primeiro reinado de Nero, um cometa brilhou, e o povo acredita que ele anuncia uma troca de governo".